# Baukomplex Luzker Bruderschaft
Der Baukomplex Luzker Bruderschaft ist ein historisch-architektonisches Gebäudeensemble der Luzker Bruderschaft des Heiligen Kreuzes in der ukrainischen Stadt Luzk, das aus der Kreuzerhöhungskirche und dem Kloster besteht. Dieser Komplex befindet sich an der Grenze von zwei Plätzen:  Bruderbrücke und Marktplatz.
Der Bruderschaftskomplex wurde in den Jahren 1630–1640 gebaut. Lange Zeit diente er als politisches Zentrum der orthodoxen Gemeinde im Wolhyner Gebiet, aber im 17.–18. Jahrhundert zerfiel die Bruderschaft. Im 19. Jahrhundert war die Kirche fast völlig zerstört. Es blieb nur der Altarteil vom ehemaligen großen Tempel mit dem rechteckigen Anbau aus der Sowjetzeit erhalten. Heute benutzt man das Kloster teilweise als Wohnfläche, die Kirche ist restauriert und steht der Wolhyner Bruderschaft des Apostels Andreas zur Verfügung, die der Nachfolger der Luzker Bruderschaft des Heiligen Kreuzes ist.

## Geschichte
Im 16. Jahrhundert lag im Norden des Luzker Inselteils neben der Gluschetsk-Brücke das sogenannte „russische Spital“ mit der St.-Lasar-Kirche und dem Friedhof. Im Jahre 1619 brannte der Komplex nieder. Am 20. Februar 1619 berechtigte König Sigismund III. Wasa die Bruderschaft, an derselben Stelle ein neues Spital zu errichten, dazu noch eine Kirche sowie eine Schule.

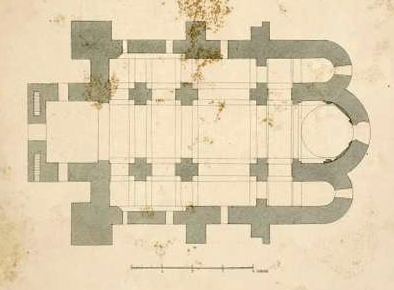
Bauplan

Bis Ende 1619 verfügte die Bruderschaft über das ehemalige russische Spital und die Entwürfe der neuen Gebäude. Ungeachtet entstandener Hindernisse, begann man im Jahre 1620 die Errichtung der Kirche und der Schule aus Holz, die noch im selben Jahr vollendet wurden. Anfang der 1630er Jahre begann man, die neue Backsteinkirche aufzubauen. Die Stifter der Errichtung waren sowohl einzelne Persönlichkeiten, Bruderschaftsmitglieder, Bürger, Geistlichkeit als auch ganze wolhynische Schlachtschlitzenfamilien: Gulevytschi, Pusyny, Semaschky und Tschetvertynski.
Im Jahre 1645 bekam man, dank der Bemühungen des Bruderschaftsmitglieds Oleksandr Moselli, den Auftrag vom König Władysław IV. Wasa zur Errichtung des Mauerspitals. Moselli spendete etwa 41000 Goldstücke für die Errichtung, die im folgenden Jahr begonnen wurde. Im Jahre 1647 wurde das zweistöckige Gebäude fertiggestellt und hier fanden Spital, Schule, Mönchszellen, Bibliothek und Druckerei ihren Platz.

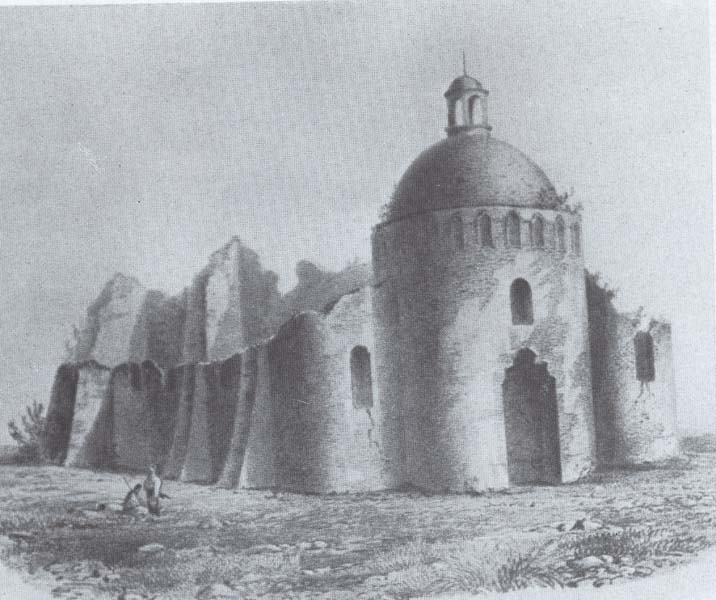
Kirche im frühen 19. Jahrhundert

Seit dem Jahr 1713 geriet die Lutsker Bruderschaft wieder in Verfall. Das Kloster ging an den Basilianorden. 1761 wurde das Kloster durch einen Brand zerstört, die Restaurierung dauerte bis 1774. Man errichtete im Kirchenaltar einen neuen Eingang. Im Jahre 1795 wurde die Kirche mit dem Kloster zusammen zur orthodoxen Kathedrale. Im 19. Jahrhundert wurde die Kirche fast völlig vernichtet, da sich niemand um sie kümmerte. Es blieb nur der Altarteil. Im Jahr 1888 baute man aus den Kirchenresten eine Kapelle. Die Bruderschaft bekam 3.000 Karbowanez von Kaiser Alexander III., der am 27. August 1890 die Kirche besuchte, und später 2.000 Karbowanez vom Bruderschaftsmitglied M. Tereschtschenko. Man restaurierte die Ikonostase und die Glocken wurden abgegossen. Im Jahr 1890 wurde die Kapelle wieder zum Tempel.

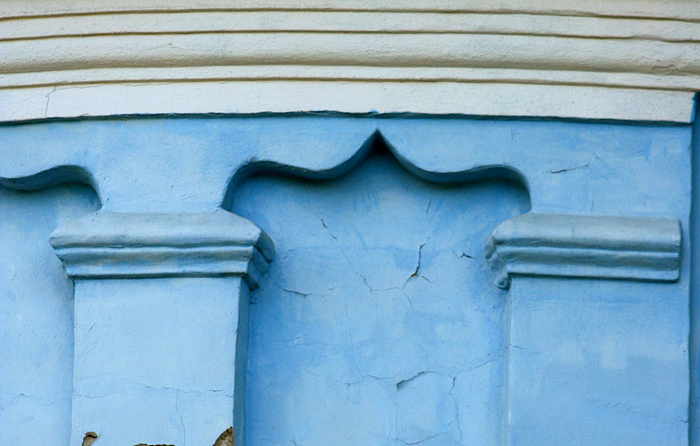
Architektonisches Detail

Heute ist das die Kreuzerhöhungskirche der Bruderschaft, seit 1990 als Sprengeltempel der Ukrainisch-Orthodoxen Kirche des Kiewer Patriarchats genannt.

## Architektur
Die Kirchenarchitektur wird durch zwei Konzeptionen dargestellt: mit Dreikammer, die den ukrainischen Holzkirchen eigen waren, und mit drei Kirchenschiffen, die aus der byzantinischen Architektur stammten. Die Ikonostase ist aus Eichenholz geschnitzt und vergoldet und stammt aus dem 19. Jahrhundert. Sie besteht aus 16 Ikonen. Die Fläche zwischen den Ikonen ist mit sechs vergoldeten Schnitzensäulchen geschmückt. Den zweiten Rang der Ikonostase bilden zwei Seitenteile mit Ikonen. Über ihnen sind Engel mit Kreuzen und die Aufschrift „Christus ist auferstanden“ dargestellt. Über der mittleren Ikone hängt das Heiligenbild von Jesus Christus.

## Ansichten

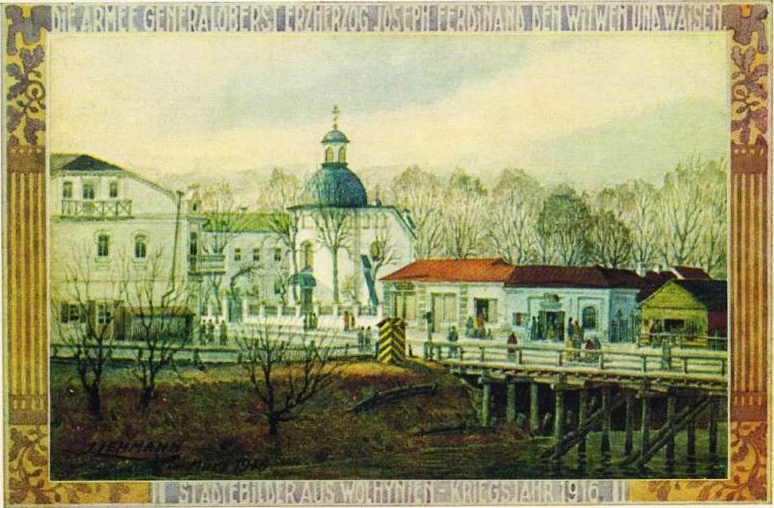
Kirche 1916
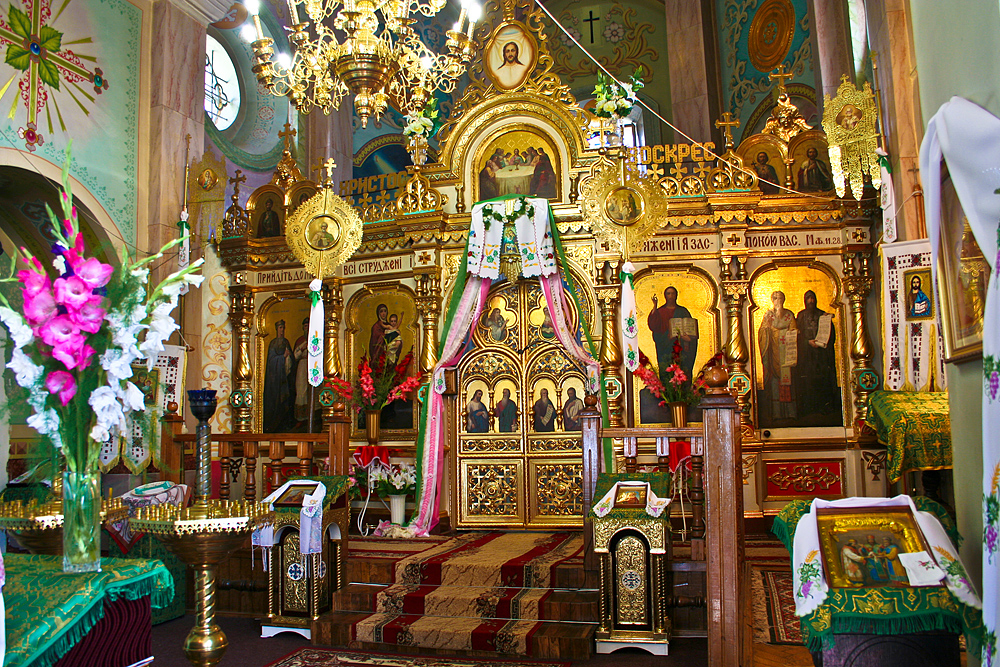
Ikonostase
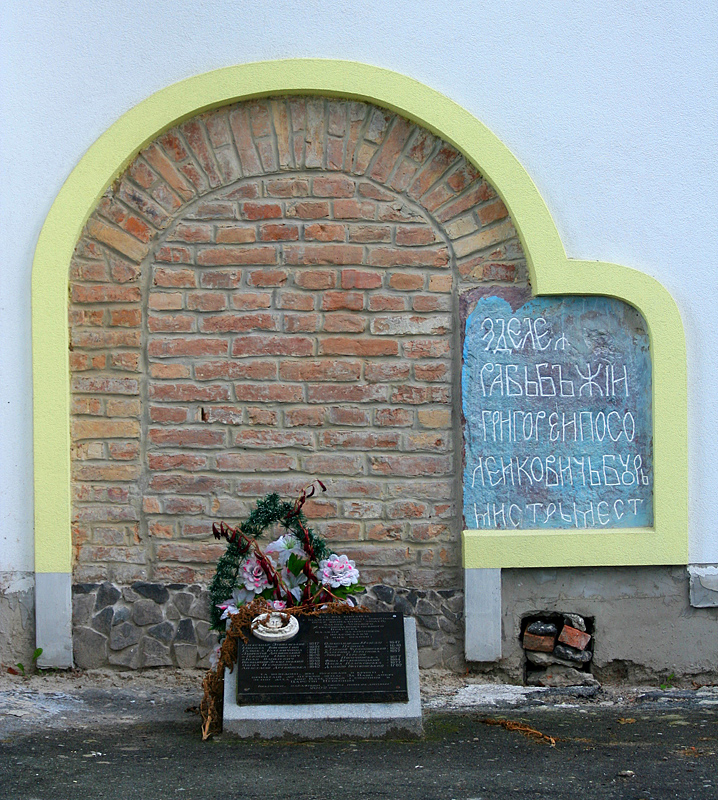
Fragment der Mauer
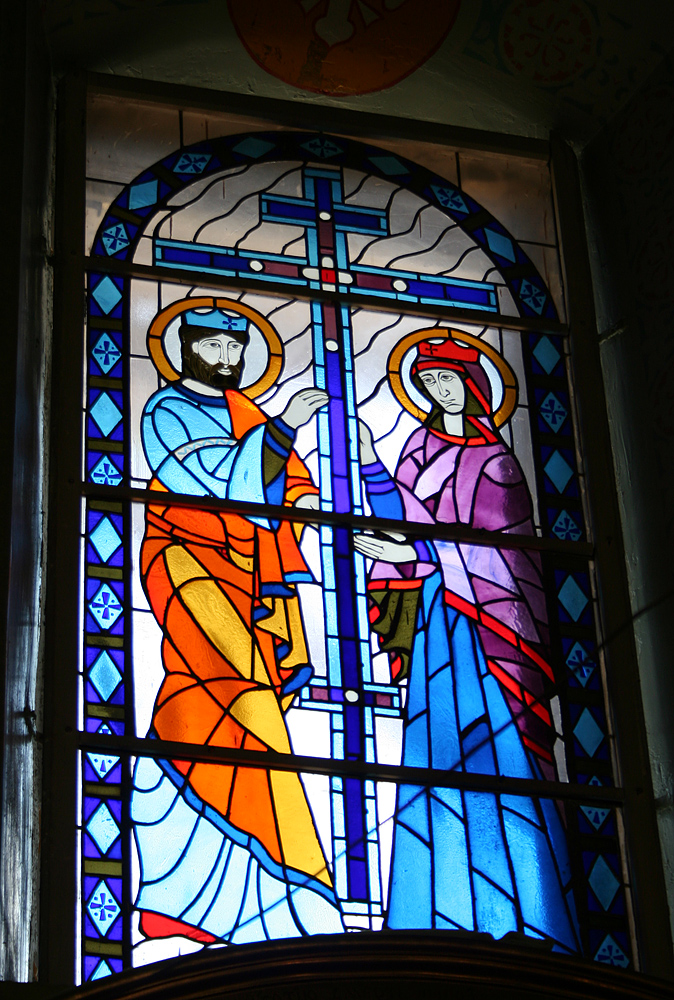
Glasmalerei